# Rainer Kussmaul
Rainer Kussmaul (* 3. Juni 1946 in Mannheim; † 27. März 2017 in Freiburg im Breisgau) war ein deutscher Violinist und Dirigent.

## Leben
Rainer Kussmaul, einer von drei Brüdern, erhielt den ersten Violinunterricht bei seinem Vater Willy Kussmaul, der als Solobratscher im Orchester des Nationaltheaters Mannheim tätig war. Nach Studien in Mannheim und bei Ricardo Odnoposoff an der Staatlichen Hochschule für Musik und Darstellende Kunst Stuttgart war Rainer Kussmaul bald Preisträger internationaler Wettbewerbe, sowohl als Solist wie von 1968 bis 1997 mit seinem Stuttgarter Klaviertrio. Seine Konzerttätigkeit als Solist und Kammermusiker ließ ihn weltweit reisen.
Kussmaul war ein international gefragter Lehrer, unterrichtete ab 1977 als Professor an der Hochschule für Musik Freiburg, wo er seine Schüler auf die klanglichen Möglichkeiten der Barockvioline für das entsprechende Repertoire hinwies. Er war Leiter der Carl-Flesch-Akademie Baden-Baden und lehrte in den Vereinigten Staaten, in Kanada, Australien, Schweden, der Schweiz und in Japan. Von 1993 bis 1997 war er, von Claudio Abbado gerufen, erster Konzertmeister der Berliner Philharmoniker. Er „prägte einen klangredenden, zugleich homogenen Sound, setzte Stricharten aus der historischen Aufführungspraxis durch“. 1995 gründete er mit Philharmoniker-Kollegen die Berliner Barocksolisten, die bis 2010 unter seiner Leitung auftraten. Studenten Kussmauls gründeten das Freiburger Barockorchester, das inzwischen ein Ensemble von internationalem Rang ist. Rainer Kussmaul erhielt bedeutende Schallplattenpreise, unter anderem mehrfach den Echo-Klassik-Preis und im Jahre 2005 den Grammy. Er spielte eine Antonio Stradivari zugeschriebene Violine aus dem Jahre 1724.
Sein älterer Bruder Jürgen Kussmaul war Professor für Viola an der Düsseldorfer Musikhochschule und sein jüngerer Bruder Wolfgang Kussmaul (* 1953) war Konzertmeister beim Stuttgarter Kammerorchester.
Rainer Kussmaul war verheiratet mit der Flötistin Susanne Hopfer.

## Ehrungen und Auszeichnungen
- ARD-Wettbewerb, München
- Enescu-Wettbewerb, Bukarest
- Bach-Wettbewerb, Leipzig
- 2005: Grammy Award
- 2010: Bundesverdienstkreuz am Bande des Verdienstordens der Bundesrepublik Deutschland[3]
- 2012: Reinhold-Schneider-Preis der Stadt Freiburg im Breisgau
- Mehrfache Echo-Klassik-Preise
- 2017: Ehrenbürgerschaft der italienischen Stadt Sessa Aurunca[4]